# Pamexis namaqua
Pamexis namaqua är en insektsart som beskrevs av Mansell 1992. Pamexis namaqua ingår i släktet Pamexis och familjen myrlejonsländor. Inga underarter finns listade i Catalogue of Life.